# Reino Nembe

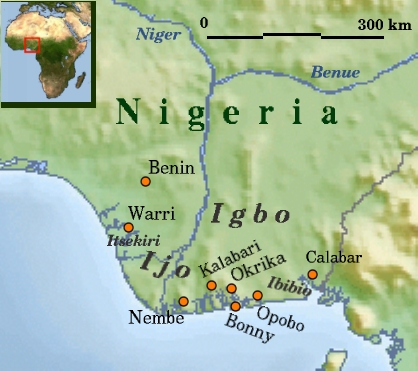
região da Ijaw e história das cidades estados.

O Reino Nembe é um estado tradicional do Delta do Níger. Inclui as áreas do governo local de Nembe e Brass do estado de Bayelsa, na Nigéria. Governantes tradicionais levam o título de Amanianabo. Hoje, a liderança está dividida entre os Amanianabos de Obolomabiri, Bassambiri, Opoama, Odioama e Twon Brass.

## História
Os Nembe são um povo ijó da região do Delta do Níger, estabelecido na região que agora inclui a Reserva Florestal Edumanom. A data de fundação do antigo reino de Nembe é desconhecida. A tradição diz que o décimo rei foi chamado Ogio, governando por volta de 1639, sendo o ancestral de todos os reis subsequentes. Uma guerra civil dividiu a cidade em duas facções. No início do século XIX, o rei Obodo e seus seguidores se mudaram para um novo assentamento em Bassimibiri, enquanto o rei Mingi permaneceu na cidade de Nembe. Com a chegada dos europeus na costa, o reino de Nembe se tornou um estado comercial, mas era relativamente pobre em comparação com Ubani e Calabar.
Os comerciantes europeus conheciam a área como "Brass", com base em como as pessoas usavam a frase "bar sem" quando negociavam, o que significava "Eu não aceito esse acordo", e originalmente usavam "Brasstown" para se referir à cidade interior de Nembe. Mais tarde, eles usaram "Brass" para se referir à cidade costeira de Twon, agora conhecida como Twon-Brass.
O comércio de escravos Nembe se intensificou no segundo quartel do século XIX, quando os britânicos tentaram suprimir a escravidão, bloqueando os portos de Ubani e Calabar. A posição da cidade de Nembe a 48 quilômetros do rio Brass tornou-se uma vantagem nessas circunstâncias. No entanto, com o declínio na demanda por escravos, em 1856 o comércio de óleo de palma tornou-se mais importante e mudou-se para Twon / Brass, na costa. No final do século XIX, os missionários cristãos contribuíram para as tensões fracionárias entre os Nembe. Obolomabiri adquiriu uma missão em 1867, enquanto Bassambiri permaneceu "pagão".
Depois de 1884, o reino de Nembe foi incluído na área sobre a qual os britânicos reivindicaram soberania como o "Protetorado dos rios do petróleo". Os Nembe, que já controlavam o comércio de óleo de palma, inicialmente se recusaram a assinar um tratado e lutaram para impedir que a Companhia Real do Níger obtivesse um monopólio comercial. Em janeiro de 1895, o rei Nembe Guilherme Coco liderou um ataque ao amanhecer com mais de mil guerreiros contra a sede da empresa em Akassa. Isso desencadeou um ataque de retaliação no qual os britânicos destruíram a cidade de Brass e centenas de Nembe foram mortos, enquanto muitos outros morreram de um surto de varíola. Os britânicos mais tarde estabeleceram um consulado em Twon- Brass, de onde administravam a área. Os governantes tradicionais foram restabelecidos na década de 1920, mas com um papel essencialmente simbólico que eles mantêm hoje.